# Currie Cup 1973
La Currie Cup de 1973 fue la trigésimo quinta edición del principal torneo de rugby provincial de Sudáfrica.
El campeón fue el equipo de Northern Transvaal quienes obtuvieron su sexto campeonato.

## Participantes

### Fase Final
| Equipo             | Título            |
| ------------------ | ----------------- |
| Northern Transvaal | Ganador Sección A |
| Orange Free State  | Ganador Sección B |
| Rhodesia           | Ganador Sección C |
| Western Province   | Ganador Sección D |

### Semifinal
| 1973 | Northern Transvaal | 20 - 7 | Rhodesia |  |  |

| 1973 | Orange Free State | 19 - 15 | Western Province |  |  |

### Final
| 1974 | Northern Transvaal | 30 - 22 | Transvaal | Pretoria, |  |

### Campeón
| Bandera de Sudáfrica       |
| Campeón Northern Transvaal |
| Sexto título               |